# NBDL 2014-15
NBDL 2014-15は、2014年10月18日から2015年3月22日まで、日本各地で行われたバスケットボールリーグである。ナショナル・バスケットボール・デベロップメント・リーグの2年目のシーズンである。

## 参加チーム
- パスラボ山形ワイヴァンズ
- 大塚商会アルファーズ
- 東京海上日動ビッグブルー
- 東京エクセレンス
- アースフレンズ東京Z
- アイシン・エィ・ダブリュ アレイオンズ安城
- 豊田合成スコーピオンズ
- 豊田通商ファイティングイーグルス名古屋
- レノヴァ鹿児島

## 試合方式

### レギュラーシーズン
- 9チームによる4回戦総当りのリーグ戦。1チーム当たり32試合。
- 1月は全日本総合バスケットボール選手権大会による中断を経て、19日に再開される。
- 上位4チームがプレーオフに進出する。

### プレーオフ
- レギュラーシーズン上位4チームによるシーズンチャンピオン決定戦（トーナメント戦）を行う。
  - セミファイナル：カンファレンス（A)1位とカンファレンス（B）2位、カンファレンス（B）1位とカンファレンス（A）2位が戦う。
  - ファイナル：セミファイナルの勝者2チームが戦う。
  - 3位決定戦：セミファイナルの敗者2チームが戦う。

### オールスターゲーム
出場選手
EAST
[G/F]#13 渡邉 拓馬（東京Z）
[G]#3 横塚　螢（大塚商会）
[F]#35 高山 師門（東京Z）
[F]#7 佐藤 正成（東京Z）
[F]#23 齋藤　豊（東京EX）
[F/C]#7 マーカリ・サンダース（東京EX）
[C]#25 エヴァン・マットソン（東京Z）
[G/F]#1 鮫島 宗一郎（パスラボ山形）
[F]#7 岩附 ジェシー 孝興（東京海上日動）
[G]#5 坂上　慶（東京海上日動）
WEST
[G]#1 宮崎 恭行（豊通名古屋）
[G]#6 伊與田 俊（アイシンAW）
[F/C]#16 坂本　健（豊通名古屋）
[F]#13 近　忍（鹿児島）
[F/C]#6 小久保 眞（鹿児島）
[C]#24 ジョー・ヲルフィンガー（豊通名古屋）
[C]#1 アビブ・トウーレイ（豊田合成）
[G]#17 石原 裕貴（アイシンAW）
[G]#11 大原　健（豊田合成）
[F]#6 森川 正明（豊田合成）  
結果  
118-111　TEAM☆EASTの勝利    

### レギュラーシーズン順位
※緑色がプレーオフ進出。
| 順位 | チーム名                                  | 勝 | 敗 | 勝率 | 差  | 得点 | 失点 | 得失点差 |
| 1    | 豊田通商ファイティングイーグルス名古屋    | 30 | 2  | .938 | -   | 3041 | 2222 | 819      |
| 2    | 東京エクセレンス                          | 27 | 5  | .844 | 3.0 | 2657 | 2258 | 399      |
| 3    | アースフレンズ東京Z                       | 25 | 7  | .781 | 2.0 | 2360 | 2094 | 266      |
| 4    | アイシン・エィ・ダブリュ アレイオンズ安城 | 16 | 16 | .500 | 9.0 | 2310 | 2245 | 65       |
| 5    | 大塚商会アルファーズ                      | 16 | 16 | .500 | 0.0 | 2366 | 2448 | -82      |
| 6    | 豊田合成スコーピオンズ                    | 11 | 21 | .344 | 5.0 | 2299 | 2480 | -181     |
| 7    | パスラボ山形ワイヴァンズ                  | 10 | 22 | .313 | 1.0 | 2101 | 2305 | -204     |
| 8    | レノヴァ鹿児島                            | 5  | 27 | .156 | 5.0 | 2194 | 2653 | -459     |
| 9    | 東京海上日動ビッグブルー                  | 4  | 28 | .125 | 1.0 | 2122 | 2745 | -623     |

### プレーオフ
会場：ヒマラヤアリーナ
セミファイナル（3月21日）
| 勝者                                                  | スコア  | 敗者                                               |
| ----------------------------------------------------- | ------- | -------------------------------------------------- |
| 東京エクセレンス （レギュラーシーズン・2位）          | 64 - 54 | アースフレンズ東京Z （同・3位）                    |
| アイシン・エィ・ダブリュ アレイオンズ安城 （同・4位） | 94 - 93 | 豊田通商ファイティングイーグルス名古屋 （同・1位） |

3位決定戦（3月22日）
| 3位                                    | スコア  | 4位                 |
| -------------------------------------- | ------- | ------------------- |
| 豊田通商ファイティングイーグルス名古屋 | 89 - 71 | アースフレンズ東京Z |

ファイナル（3月22日）
| 優勝             | スコア  | 準優勝                                    |
| ---------------- | ------- | ----------------------------------------- |
| 東京エクセレンス | 97 - 74 | アイシン・エィ・ダブリュ アレイオンズ安城 |

## NBDLアウォード
| 部門                         | 受賞者                 | チーム     |
| ---------------------------- | ---------------------- | ---------- |
| レギュラーシーズンMVP        | ジョー・ヲルフィンガー | 豊通名古屋 |
| プレーオフMVP                | マーカリ・サンダース   | 東京EX     |
| ルーキー・オブ・ザ・イヤー   | 佐藤正成               | 東京Z      |
| コーチ・オブ・ザ・イヤー     | 小野秀二               | 東京Z      |
| レフェリー・オブ・ザ・イヤー |                        |            |

### ベスト5
| P   | 受賞者                 | チーム     |
| --- | ---------------------- | ---------- |
| G   | 大塚勇人               | 豊通名古屋 |
| G/F | 狩野祐介               | 東京EX     |
| F   | 佐藤正成               | 東京Z      |
| F/C | 樋口大倫               | 東京EX     |
| C   | ジョー・ヲルフィンガー | 豊通名古屋 |

### リーダーズ
| 部門               | 受賞者                     | チーム     | 記録   |
| ------------------ | -------------------------- | ---------- | ------ |
| 得点               | ルーク・エヴァンス         | 鹿児島     | 23.7点 |
| アシスト           | 大塚勇人                   | 豊通名古屋 | 3.9本  |
| リバウンド         | マーカリ・サンダース       | 東京EX     | 15.9本 |
| 野投成功率         | アレキサンダー・ジョーンズ | 豊通名古屋 | 72%    |
| フリースロー成功率 | 森川正明                   | 豊田合成   | 86.1%  |
| 3P成功率           | 狩野祐介                   | 東京EX     | 47.3%  |
| スティール         | 石原裕貴                   | アイシンAW | 2.8本  |
| ブロックショット   | アビブ・トウーレイ         | 豊田合成   | 2.7本  |

## 備考
- ナショナル・バスケットボール・デベロップメント・リーグ
- ナショナル・バスケットボール・リーグ (日本)
- NBL 2014-15